# マイルカ
マイルカ（真海豚、学名：Delphinus delphis）は、鯨偶蹄目マイルカ科マイルカ属の種。

## 分布
世界中の熱帯から温帯の海。

## 形態
体長2.3-2.5m、体重80-135kg。背びれは尖っている。側面前部に黄色～灰色の斑紋がある。背中は黒く、腹側は白い。下顎～胸びれへの黒いスジ、目から肛門へのスジがある。上顎・下顎とも、左右各側に40-50本の歯が生える。

## 生態
主に外洋に生息し、イカや魚の群れを捕食する。通常は50頭ほどの群れをつくるが、1,000頭以上の群れになることもある。泳ぎは速い。雌は6-7で性成熟し、2-3年毎に出産する。
なお、調査個体の染色体の解析によってインターセックスの個体が発見されている。